# 牟合方盖

牟合方蓋

牟合方盖（英語：Steinmetz solid）是几何体，是两支等半径圆柱躺在平面上垂直相交的交集，像兩個方形蓋子合在一起，稱作「牟合方蓋」。而其英文名稱是源自於一名數學家查爾斯·普羅透斯·斯泰因梅茨，計算出了交集的體積。
但更早之前，阿基米德與祖沖之已經解決了這個問題。他們用不同方法計出球體積是{\textstyle {\frac {4}{3}}\pi r^{3}}，{\textstyle r}為圓柱半徑。祖沖之正是计出牟合方蓋体积为{\textstyle {\frac {16}{3}}r^{3}}，从而推出球体积公式。

## 性質
由兩個半徑為r的圓柱體交集的部分所形成的牟合方蓋體積為

牟何方蓋的形成

{\displaystyle V={\frac {16}{3}}r^{3}}
且表面積為
{\displaystyle A=16r^{2}.}

### 以體積公式證明

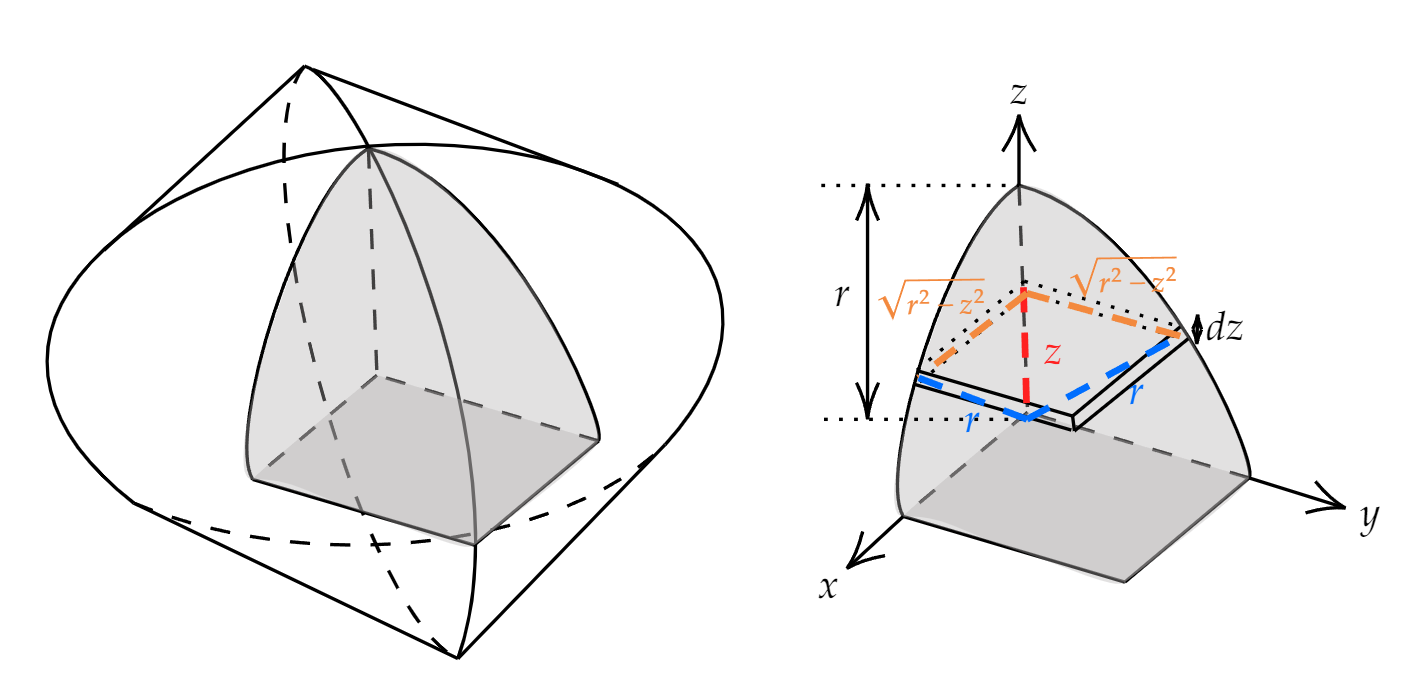
利用體積公式計算牟合方蓋的體積

將交集部分平分成8個大小相同的體積。利用積分計算其中的一塊體積的計算方法如下：
發現對{\textstyle z}軸進行切割，切下來的每一塊都是一厚度為{\textstyle \mathrm {d} z}的正方形，高度為{\textstyle z}的時候其邊長為{\textstyle {\sqrt {r^{2}-z^{2}}}}，因此可以得此塊體積為
{\displaystyle {\begin{aligned}V=\int _{0}^{r}(({\sqrt {r^{2}-z^{2}}})^{2})\mathrm {d} z=\int _{0}^{r}(r^{2}-z^{2})\mathrm {d} z={\bigg [}r^{2}z-{\frac {z^{3}}{3}}{\bigg |}_{0}^{r}=r^{3}-{\frac {1}{3}}r^{3}={\frac {2}{3}}r^{3}\end{aligned}}}
因為一個牟合方蓋由8個上述的形體組成，因此牟合方蓋的體積為
{\displaystyle 8V={\frac {16}{3}}r^{3}}

### 以多重積分證明
考慮圓柱體的算式：
{\displaystyle {\begin{aligned}x^{2}+z^{2}&=r^{2}\\x^{2}+y^{2}&=r^{2}\end{aligned}}}
體積為：
{\displaystyle {\begin{aligned}\iiint _{V}\mathrm {d} z\,\mathrm {d} y\,\mathrm {d} x\end{aligned}}}有以下限制：
{\displaystyle {\begin{array}{rcccl}-{\sqrt {r^{2}-x^{2}}}&\leqslant &z&\leqslant &{\sqrt {r^{2}-x^{2}}}\\[4pt]-{\sqrt {r^{2}-x^{2}}}&\leqslant &y&\leqslant &{\sqrt {r^{2}-x^{2}}}\\[4pt]-r&\leqslant &x&\leqslant &r\end{array}}}
代入後得到
{\displaystyle {\begin{aligned}V&=\int _{-r}^{r}\int _{-{\sqrt {r^{2}-x^{2}}}}^{\sqrt {r^{2}-x^{2}}}\int _{-{\sqrt {r^{2}-x^{2}}}}^{\sqrt {r^{2}-x^{2}}}\mathrm {d} z\,\mathrm {d} y\,\mathrm {d} x\\[2pt]&=8r^{3}-{\frac {8r^{3}}{3}}\\[2pt]&={\frac {16r^{3}}{3}}\end{aligned}}}

## 初出
《九章算術》曾認為，球體外切圓柱體積與球體積之比等於正方形與其內切圓面積之比。魏國數學家劉徽在他為《九章算術》作的註釋指出，原書說法不正確，只有「牟合方蓋」（兩支垂直相交圓柱體的交集之體積）與球體積之比，才正好等於正方形與其內切圓的面積之比，即是：
球体积：牟合方盖体积＝{\textstyle \pi :4}
但劉徽沒有提供牟合方蓋體積公式，也就得不出球體積公式。

## 推導
一直到南北朝，數學家祖冲之和其子祖暅之才另創新法求出牟合方蓋與球體體積。他們的求法紀錄在唐代李淳風為九章算數作的注解中，流傳至今。
（臣淳风等谨按：祖暅之谓刘徽、张衡二人皆以圆囷为方率，丸为圆率，乃设新法。）祖暅之开立圆术曰：以乘积开立方除之，即立圆径。其意何也？取立方棋一枚，令立枢于左后之下隅，从规去其右上之廉。又合而横规之，去其前上之廉。于是立方之棋分而为四，规内棋一，谓之内棋；规外棋三，谓之外棋。
這段說明的形狀可看做是{\displaystyle {\tfrac {1}{8}}}塊牟合方蓋，外接一立方體；{\displaystyle {\tfrac {1}{8}}}塊牟合方蓋即「內棋」，立方體減去內棋餘部即為「外棋」。
更合四棋，复横断之。以勾股言之，令余高为勾，内棋断上方为股，本方之数，其弦也。勾股之法，以勾幂减弦幂，则余为股幂。若领余高自乘，减本方之幂，余即内棋横断上方之幂也。本方之幂，即外四棋之断上幂。然则余高自乘，即外三棋之断上幂矣。不问高卑，势皆然也。然固有所归同而途殊者尔。而乃控远以演类，借况以析微。
現將內外棋橫向切開。內棋截面是正方形，可用勾股弦定理求出其邊長與圓半徑的關係式。圓半徑（立方體邊長）r，底面到截面高h，則正方形邊長{\textstyle {\sqrt {r^{2}-h^{2}}}}，面積{\textstyle r^{2}-h^{2}}；也就是說外棋截面積為{\textstyle r^{2}-(r^{2}-h^{2})=h^{2}}。
按阳马方高数参等者，倒而立之，横截去上，则高自乘与断上幂数，亦等蔫。夫叠棋成立积，缘幂势既同，则积不容异。由此观之，规之外三棋旁蹙为一，即一阳马也。
現以立方體的底面和底面以外一粒頂點作一四角錐（這形狀稱陽馬）。對陽馬距離角錐h處橫向切開，則截面是正方形，面積等於{\displaystyle h^{2}}。
祖氏父子在此解釋：所有等高處橫截面積相等的兩個同高立體，其體積也必然相等。這就是今天所稱的「祖暅原理」。套用此定理，
外棋截面積＝陽馬截面積＝{\displaystyle h^{2}}
所以外棋體積也等於陽馬體積。
三分立方，则阳马居一，内棋居二可知矣。合八小方成一大方，合八内棋成一合盖。内棋居小方三分之二，则合盖居立方矣三分之二，较然验矣。
《九章算术》已有提到，阳马体积等于其外接立方体积{\textstyle {\tfrac {1}{3}}}，所以內棋體積是立方體的{\textstyle {\tfrac {2}{3}}}，即{\textstyle {\tfrac {2r^{3}}{3}}}。由於內棋是牟合方蓋的{\textstyle {\tfrac {1}{8}}}，故牟合方蓋體積為
{\textstyle {\frac {2}{3}}\times 8={\frac {16}{3}}r^{3}}。
而球體積即為
{\textstyle {\frac {16}{3}}r^{3}\times {\frac {\pi }{4}}={\frac {4}{3}}\pi r^{3}}。

## 三圓柱體相交

生成三圓柱體相交的表面：首先切割兩個圓柱體（紅色，藍色）。所生成的牟合方蓋被第三個（綠色）圓柱體切割。

三個軸相互垂直的圓柱體的交集所形成的一個固體的表面，有三條邊相交的頂點和四條邊相交的頂點。這組頂點可以被視為一個菱形十二面體的邊。確定體積和表面積的方法是觀察到三圓柱體可以通過具有三條邊相交的頂點（參見圖表）和六個曲面金字塔（三角形是圓柱體表面的一部分）來重新取樣為正方體。曲面三角形的體積和表面積可以通過類似的方法來確定，如上面對牟合方蓋所做的操作。
對三個半徑皆為{\textstyle r}的圓柱體，其三軸相互垂直所形成的相交部分體積為：
{\displaystyle V_{3}(r,r,r)=8(2-{\sqrt {2}})r^{3}}
其表面積為：
{\displaystyle A_{3}(r,r,r)=24(2-{\sqrt {2}})r^{2}}

### 以體積公式證明
考慮相交部分的算式：
{\displaystyle {\begin{aligned}x^{2}+z^{2}&=r^{2}\\x^{2}+y^{2}&=r^{2}\\y^{2}+z^{2}&=r^{2}\end{aligned}}}

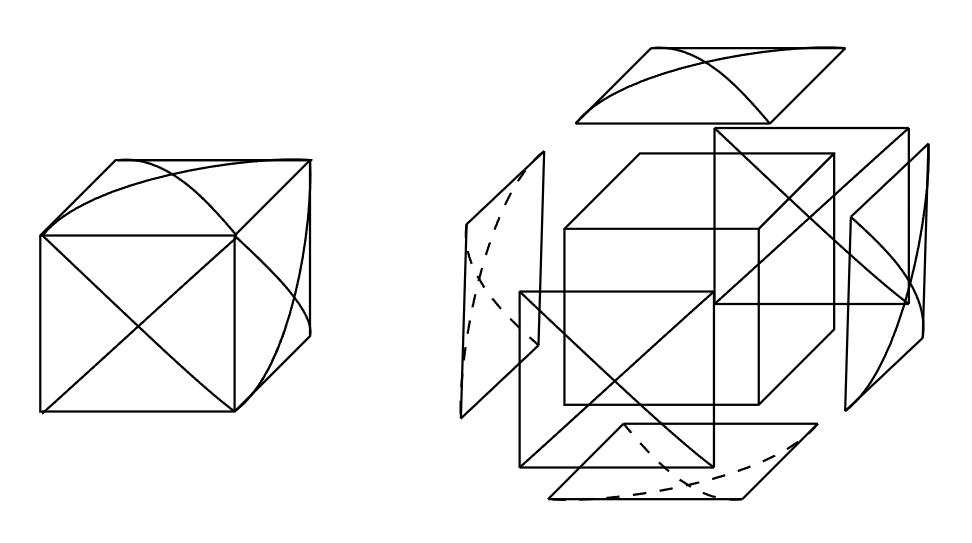
三圓柱體相交體積計算分解圖

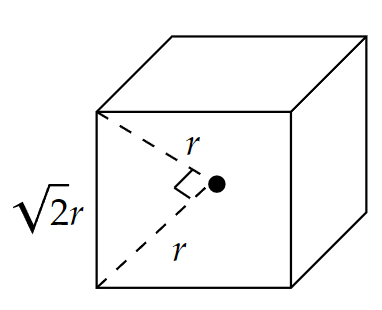
三圓柱體相交體積中正方體積計算

把相交的部分拆成6個相等的「蓋子」與1個正方體。蓋子分別在正方體的6個面上。

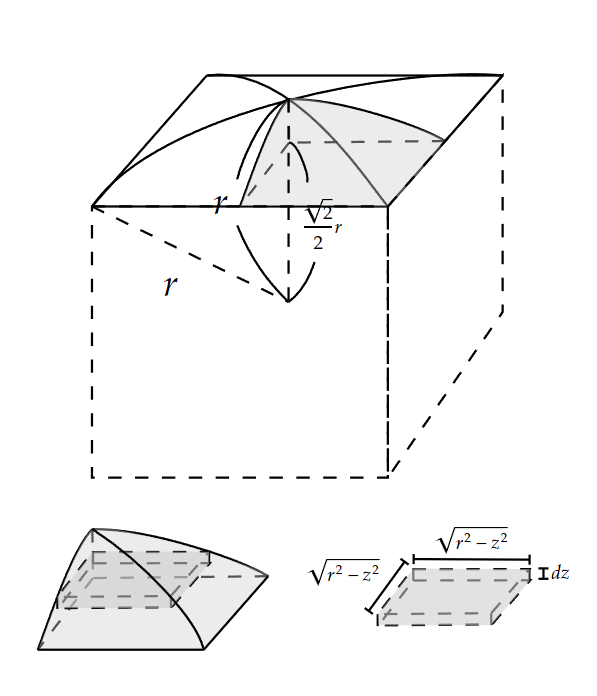
三圓柱體相交體積中蓋子體積計算

正方體的體積為：{\displaystyle V_{\text{cube}}=({\sqrt {2}}r)^{3}}每個蓋子的體積為：{\displaystyle {\begin{aligned}V_{\text{cap}}&=\int _{{\sqrt {2}}r/2}^{r}4(r^{2}-z^{2})~\mathrm {d} z\\&=4{\bigg [}r^{2}z-{\frac {z^{3}}{3}}{\bigg |}_{{\sqrt {2}}r/2}^{r}{\bigg ]}\\&={\frac {1}{3}}(8-5{\sqrt {2}})r^{3}\end{aligned}}}
因此相交部分的體積為：
{\displaystyle {\begin{aligned}V_{\text{tricylinder}}&=V_{\text{cube}}+6V_{\text{cap}}\\&=({\sqrt {2}}r)^{3}+6[{\frac {1}{3}}(8-5{\sqrt {2}})r^{3}]\\&=8(2-{\sqrt {2}})r^{3}\end{aligned}}}